# ویلیام چنگ
ویلیام چنگ (انگلیسی: William Cheng؛ زادهٔ ۱۹۴۰) کارآفرین مالزیایی چینی‌تبار است، که در سال ۱۹۸۷ شرکت پارکسون را تأسیس کرد .